# アメリカ合衆国におけるLGBTの人々に対する暴力の歴史

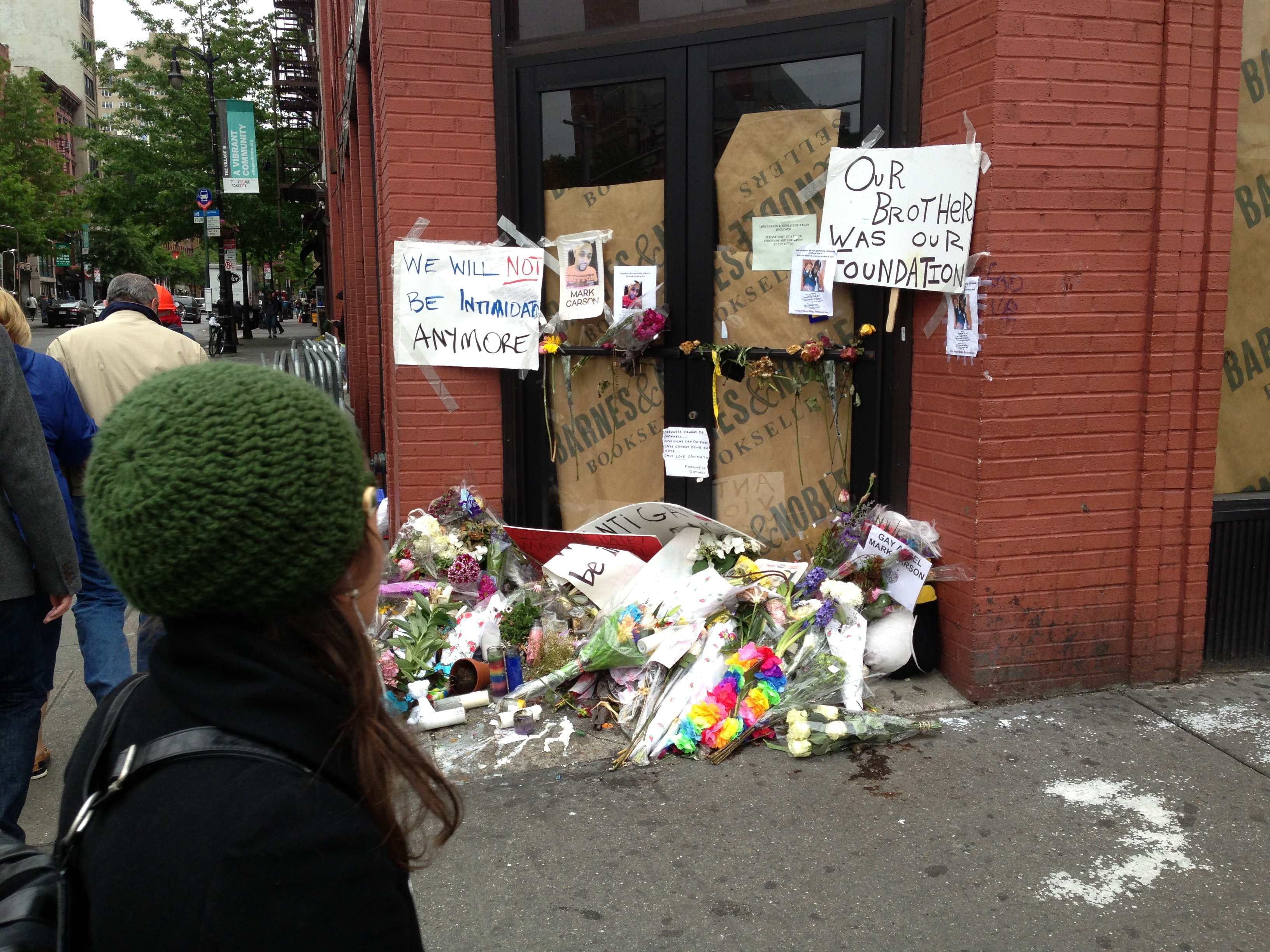
2013年5月、ニューヨークのグリニッジ・ヴィレッジで通りを歩いている際に、彼と友人を引っ張って罵倒した別の男が、マーク・カーソン（32歳の黒人ゲイ男性）を殺害した事件のメモリアル。

アメリカ合衆国におけるLGBTの人々に対する暴力の歴史（アメリカがっしゅうこくにおけるLGBTのひとびとにたいするぼうりょくのれきし）においては、アメリカ合衆国におけるレズビアン、ゲイ、バイセクシュアル、トランスジェンダー、および半陰陽の個人（LGBTI）に対する暴行、そのような暴力に対する法的対応、および憎悪犯罪の統計などを歴史的観点から扱う。このような暴力の対象となっている者は、異性愛規範に違反しており、ジェンダーと性役割の秩序に反すると認識された者である。LGBTQIであると気付かれた人々も対象となる可能性がある。
憎悪犯罪は、人種、民族、宗教、性別のために個人が犠牲になった時に定義される。ホモフォビアまたはトランスフォビアになった加害者のため、LGBTQIに対する憎悪犯罪が頻繁に発生する。他者から見て取れるセクシュアリティを理由とする暴力は、心理的なものもあれば物理的なものもあり、殺人に至ることもある。これらの行為は、文化的、宗教的、政治的な慣習や偏見によって引き起こされる事がある。

## 連邦憎悪犯罪統計
2014年、FBIは、2013年に警察に通報された憎悪犯罪の20.8％が、被害者の性的指向に基づくと報告している。これらの攻撃の61％は男性同性愛者に対するものだった。更に、全ての憎悪犯罪の0.5％が、被害者の性同一性に基づいていた。2004年、FBIは、性的指向の認知に起因する憎悪犯罪の14％がレズビアン、2％が異性愛者、1％がバイセクシュアルに対するものだったと報告している。
FBIは、2006年には、同性愛者に対する憎悪犯罪が、米国内の憎悪犯罪総数のうち、2005年の14％から16％に増加したと報告している。2007年11月19日に公開された2006年の年次報告書によると、被害者の性的指向に基づく憎悪犯罪は、人種や宗教に次ぐ第3の最も一般的なタイプである。2008年には、憎悪犯罪の17.6％が被害者の認識された性的指向に基づいていた。これらの犯罪の内、72.23％が本質的に暴力的だった。4,704件の犯罪が人種的偏見のために行われ、1,617件が性的指向のために行われた。この内、性的指向に基づいて5件の殺人と6件の強姦が行われたのに対して、人種的偏見のために1件の殺人と1件の強姦が行われた。
サンタクララ郡副検事官（DDA）ジェイ・ボヤースキーは、2007年の3件から2008年の14件まで、ゲイに対する憎悪犯罪の急増を理由に、カリフォルニア州の提案8号について論争した。しかし、DDAは大量の憎悪事件が地方検察庁に言及されていないことを指摘し、小規模な統計サンプルから余りにも多くを読むことを警告した。
2011年、FBIは、性的指向バイアスに基づいて標的とされた憎悪犯罪被害者1,572人を報告し、その年の憎悪犯罪総数の20.4％を占めた。総被害者の内、56.7％が反男性同性愛者バイアスに基づいて標的化され、29.6％は反同性愛バイアスに基づいて標的化され、11.1％は反女性同性愛者バイアスに基づいて標的化された。

## LGBTの人々に対する暴力行為

### 1969年-1979年
- 1969年6月28日 – 警察は早朝の朝、ニューヨークのマンハッタンのグリニッジ・ヴィレッジにあるゲイバー「ストーンウォール・イン」に踏み込んだ。 この出来事は、LGBTコミュニティのメンバーによる一連のデモであったストーンウォールの反乱を引き起こした。
- 1969年3月9日 [9] – ハワード・エフランドは、ロサンゼルスのドーバー・ホテルに、ジェイ・マッカンという仮名でチェックインしていた同性愛者で、ロサンゼルス市警察の警察官の手によって死に至った[10]。
- 1973年6月24日 – ある放火犯がニューオーリンズのゲイバーであるアップステアーズ・ラウンジに放火し、32人が死亡した[11]。
- 1977年6月21日 – ロバート・ヒルズボロは、「ファゴット（英語版）」と叫ぶ男によって、サンフランシスコで刺殺された[12]。
- 1978年7月5日 – 野球のバットと木の棒で武装した若者のギャングは、同性愛者が頻繁に訪れることで知られていたニューヨーク市のセントラル・パークの地域で数人の人を襲った。犠牲者は無作為に暴行されたが、その後、加害者は同性愛者を攻撃するために意図的にパークに出向いたと告白した。怪我をした一人は元フィギュアスケーターのディック・バトンで、公園で花火を見に行って暴行を受けた[13][14]。
- 1978年11月27日 – ゲイであることを表明していたサンフランシスコ市議会議員のハーヴェイ・ミルクは、ジョージ・モスコーニ（英語版）市長と共に、サンフランシスコ市庁舎で政治的ライバルのダン・ホワイト（英語版）に暗殺（英語版）された。暗殺への怒りとホワイトに与えられた短い刑期（7年）は、白い夜の暴動（英語版）を引き起こした[15]。
- 1979年1月 – テネシー・ウィリアムズはキーウェスト島（英語版）で十代の若者5人に殴られた。彼は重傷は免れた。この事件は、地元のバプテスト教会の牧師が運営する反ゲイの新聞広告に触発された反ゲイ暴力の一つだった[16]。
- 1979年6月5日 – テリー・クヌーセンは、ミネソタ州ミネアポリスにあるローリングパークで3人の男によって殺害された[17]。
- 1979年9月7日 – ロバート・アレン・テイラーは、ミネアポリスのローリングパーク近くで刺殺された。地元の記者は、刑務所で殺人犯にインタビューし、「俺はゲイが好きではない。いいか？」という回答を得た[17]。
- 1979年10月7日 – ニュージャージー州ニューアークの17歳のスティーブン・チャールズは、ロバート・デリシオ、コスタビル・"ガウス"・ファラース（英語版）、ファラースのいとこ、マーク・グラナート、デｲビッド・スポートによってニューヨーク市で殴られて死亡した。彼らはまた、ブルックリン区のチャールズの友人、16歳のトーマス・ムーアを殴った。ムーアは重傷を負ったが近くの住居に逃げ込んだ。ムーアは事件の4日後に、4人の顔触れを確認した。攻撃の主犯であるファラースは、第1級殺人で有罪判決を受け、8年の刑期を言い渡された後、1988年に仮釈放された。彼自身は1989年11月17日に殺害された[18]。

### 1980年-1989年
- 1982年 - 1月1日、ヤール・カムバック・サルーンの外でミネアポリスの警官によってリック・ハンターとジョン・ハンソンが殴打された。ヘネピン郡病院の緊急治療室のスタッフは、男性の怪我の治療をしている間、警官は2人の男性を「ファゴット」と呼んだという証言を聞いた[19]。
- 1982年 - ロバート・アルトムは1982年、オレゴン州ポートランドのノース・バンクーバー・アベニューのJB'sパラダイスルームの外で、セシル・コリー・ターナーに襲撃されて死亡した[20]。
- 1984年 – チャーリー・ハワード（英語版）はメイン州のバンゴーで「けばけばしいゲイ」と呼ばれ溺死させられた[21]。
- 1988年5月13日 – レベッカ・ワイト（英語版）と彼女のパートナー、クラウディア・ブレナー（英語版）は、共にアパラチアン・トレイルに沿ってハイキングやキャンプをしている所、スティーブン・ロイ・カーによって射殺された。カーは後に、彼女らが同性愛関係を持つのを見た時、2人がレズビアンであることに怒りを覚えたと主張した[22]。
- 1988年5月15日 - トミー・リー・トリンブルとジョン・ロイド・グリフィンの2人のゲイ男性が嫌がらせを受けていたが、後にテキサス州ダラスのリチャード・リー・ベドナルスキーによって射殺された。ベドナルスキーは後に2人の殺人事件で有罪判決を受けたが、終身刑ではなく刑期30年の判決を受けた。判決を下したジャック・ハンプトンは、犠牲者が同性愛者であったため刑期をこのように定めたのであり、もし彼らが「通りを歩かなければ」殺されなかっただろうと後に述べた。ハンプトンの発言はかなりの論争を引き起こした。彼は後にその発言のために非難され、最終的に1992年の裁判官再選のための票を失った[23][24]。